# Конвой SO-205
Конвой SO-205 — японський конвой часів Другої світової війни, проведення якого відбувалось у листопаді 1943 року.
Конвой сформували для проведення групи транспортних суден до Рабаула — головної передової бази в архіпелазі Бісмарка, з якої провадились операції на Соломонових островах та сході Нової Гвінеї. Вихідним пунктом при цьому був важливий транспортний хаб на заході Каролінських островів Палау.
До складу SO-205 увійшли транспорти «Когьо-Мару» (Kogyo Maru), «Нагоя-Мару», «Аратама-Мару», «Шічісей-Мару», «Тесіо-Мару» (Teshio Maru) та «Дайген-Мару № 3». Ескорт складався із мисливців за підводними човнами CH-22 і CH-24. Також є відомості, що до охорони залучали мисливець CH-39 (28 жовтня прибув до Рабаула з іншим конвоєм).
2 листопада 1943 року судна вийшли з Палау та попрямували на південний схід. Ввечері 4 листопада у районі за шість сотень кілометрів від Палау помітили дві торпеди, котрі пройшли повз «Когьо-Мару», у відповідь на що ескорт конвою провів так само безрезультатну контратаку. А під вечір 9 листопада конвой SO-205 став ціллю для бомбардувальників North American B-25 Mitchell, яким, утім, також не вдалося досягти успіху.
10 листопада конвой прибув до Рабаула.